# Mosteiro de Celas
O Real Mosteiro de Santa Maria de Celas, Mosteiro das Celas de Guimarães ou apenas Mosteiro de Celas, foi fundado no século XIII e localiza-se no Largo de Celas, na freguesia de Santo António dos Olivais, Coimbra, Portugal.
O Mosteiro de Celas está classificado como Monumento Nacional desde 1910.

## História

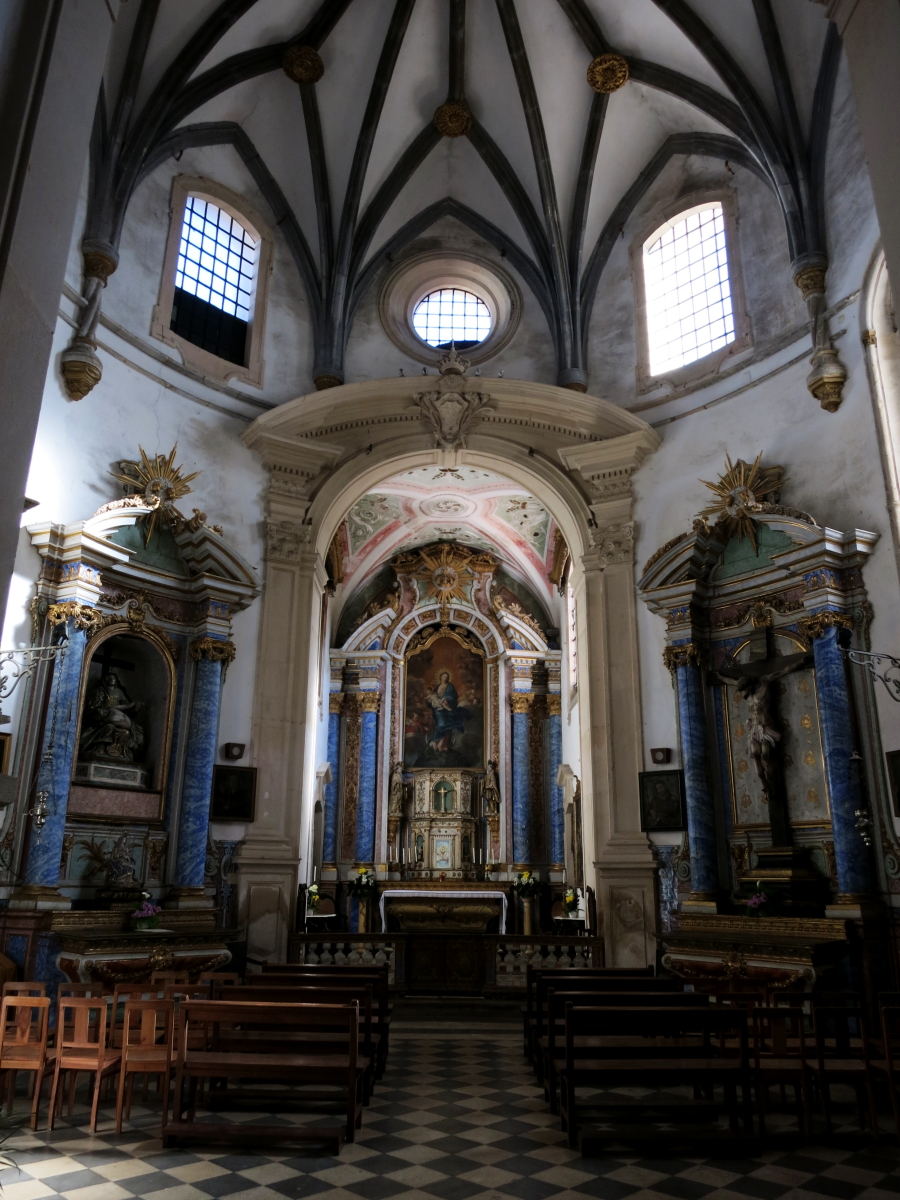
Interior da igreja

O Mosteiro de Celas era feminino e pertencia à Ordem de Cister. Foi fundado cerca de 1221 pela beata infanta D. Sancha, filha de D. Sancho I, numa propriedade denominada Vimaranes (Guimarães), nos arredores de Coimbra. Daí também ser conhecido como Mosteiro das Celas de Guimarães.
Conhece-se mal a marcha das obras medievais e as suas características básicas. No presente apenas duas parcelas podem considerar-se desse período e ambas com razoáveis motivos de dúvida. O atual corpo da igreja, de planta circular e abóbada polinervada (provavelmente concebido por Diogo de Castilho), tal como o portal principal, têm sido datados das primeiras décadas do século XVI, altura em que a abadessa D. Leonor de Vasconcelos promoveu diversas obras, embora estudos mais recentes tenham feito recuar o esquema planimétrico do mosteiro à sua origem medieval. A última grande reforma das edificações teve lugar no século XVIII e implicou mudanças de estética e de arquitetura em algumas partes do templo (nomeadamente a construção da nova capela-mor).
Extintas as ordens religiosas em 1834, foi permitida às monjas bernardas a sua permanência no mosteiro até à morte da última, ocorrida a 15 de Abril de 1883. Parcialmente restaurado nas décadas de 1930 e de 1940 do século XX (quando, entre outros trabalhos, foi demolido o que restava do segundo piso do claustro), o mosteiro de Celas permanece como um dos mais importantes monumentos históricos de Coimbra, sendo que este mosteiro, como muitos outros edifícios históricos da cidade, detinha um túnel de passagem secreta edificado que tinha a sua saída onde atualmente se encontra edificado o Hotel Meliá Confort, pelo que antes da edificação deste hotel a mesma entrada/saída secreta era bem visível da entrada da escola C+S Martim de Freitas pelo que aquando a construção deste hotel a mesma foi encerrada.

## Características

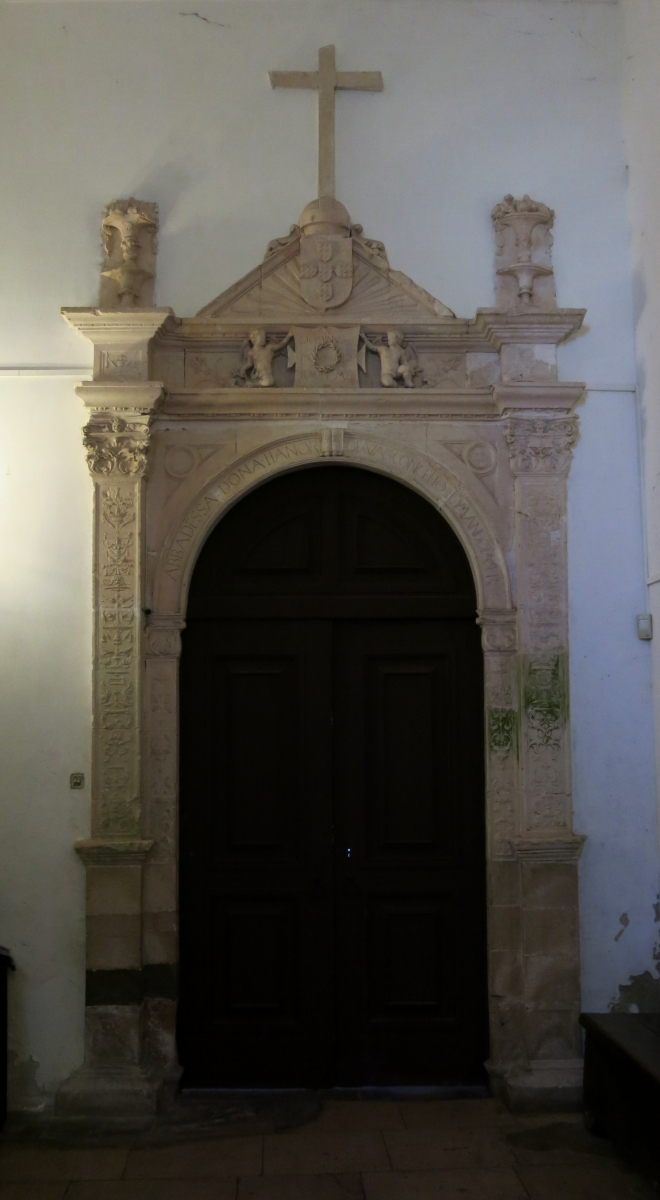
Nicolau Chanterene, Portal

A atual disposição do conjunto data do século XVI. A fachada do mosteiro é rasgada por um portal nobre quinhentista, de vão retangular enquadrado por pilastras com terminações pinaculares. As pilastras são rematadas por saliente cornija sobrepujada por frontão triangular. No lado direito abre-se um outro portal manuelino, de menores dimensões, encimado por janela polilobada. O piso superior é marcado por galeria seiscentista coberta e rasgada por nove vãos gradeados. À direita ficava a casa da abadessa (hoje escola primária), a cozinha e o refeitório; à esquerda, podemos ver as ruínas das antigas hospedarias, do cartório conventual do século XVII e, ao fundo, um portão.
A igreja apresenta planta circular com cobertura abobadada em estilo manuelino. Junto à entrada para a igreja junto ao pórtico com inscrições fazendo referência a Leonor Vasconcelos - a sua abadessa mais influente no século XVI.
Encontra-se sepultado em campa simples D. António Borges, nobre fidalgo de Coimbra com descendentes atualmente vivos em Santo António dos Olivais que por casamento ligados às ilustres famílias Bandeira Antunes, Borges Reis, Duarte Monteiro, aos Condes da Redinha (e marqueses de Pomares) nomeadamente D. Maria Inês da Luz de Carvalho Dawn e Lorena (4.ª Condessa da Redinha e bisneta directa de D. Sebastião José de Carvalho e Mello, Marquês de Pombal), e descendentes diretos dos fundadores da aldeia da Conrraria (em Coimbra) nomeadamente de D.Bastião Roíz, D. Baltazar e D. Brites Roíz, sendo atualmente titular de linhagem D. Pedro Antunes e sua esposa D. Patrícia Antunes e já estes com descendência varonil. No século XVI, o nobre fidalgo da casa real D. Baltazar de Pina e sua esposa D.Maria de Mascaranhas edificaram no lugar da Quinta do Passo e aliando-se à família de D.Bastião Roíz, D. Baltazar Roíz e D. Brites Roíz, povoaram o lugar a que foi denominado de Conrraria, em Coimbra.
A capela-mor está à direita da entrada, em linha oposta ao coro. O templo é recoberto por uma belíssima abóbada manuelina estrelada, com nervuras calcárias ornamentadas por chaves de florões, ostentado a do fecho o escudo português segurado por duas águias. É de salientar o lambrim de azulejos, da segunda metade do século XVIII e de fabrico coimbrão, versando cenas da Anunciação e da Visitação. Ladeiam o arco cruzeiro dois altares, o da Piedade e o de Cristo. Nas paredes aparecem alguns quadros, com destaque para a magnífica Anunciação quinhentista (pintura em madeira, atribuída à escola Flamenga) e a Coroação de Maria, Santa Isabel e Ecce Homo, do século XVII.
A ousia setecentista apresenta grande arco com as armas de Portugal e de Cister. O altar-mor, de madeira dourada e marmoreado, ostenta esculturas da mesma época, de S. Bento e de S. Bernardo, e uma pintura de N. Sra. com o menino. Na sacristia encontra-se a predela de um retábulo em pedra, com baixo-relevo de S. Martinho, com toda a probabilidade uma das obras que a abadessa encomendou no século XVI a João de Ruão.
O arco do coro, setecentista, apresenta uma pequena abóbada manuelina com as armas dos Vasconcelos. Preenche o arco um interessante gradeamento em ferro forjado, saído da oficina de Coimbra do século XVIII. O coro, simples e espaçoso, ostenta um cadeiral de duas filas com alto espaldar, obra de finais do século XVI, de Gaspar Coelho.
A porta do coro para a antecâmara da sala do cabido deve-se a Nicolau de Chanterene e ostenta a data de 1526, mostrando as armas da abadessa D. Leonor de Vasconcelos e de D. Sancha. A sala do capítulo apresenta cobertura de pedra em abóbada de caixotões, revestindo as paredes azulejos seiscentistas sobre os pétreos bancos corridos. No arco do topo assenta em mísula a escultura de Cristo Ressuscitado, abrindo-se dos lados nichos albergando S. Bento e S. Bernardo.
No claustro, em estilos românico-gótico, o destaque são as alas sul e oeste, obra do século XIV, formada por 12 arcos plenos, assentes em esbeltas colunas geminadas, contendo extraordinários capitéis historiados de temas cristológicos e hagiográficos, a par com uma decoração de quimeras e motivos fitomórficos.

## Capitéis do claustro
No Mosteiro de Celas devem destacar-se os capitéis do claustro, datados do início do século XIV. São obras invulgares, de um período em que as igrejas e claustros em território português são, em geral, "despidos de grandes ou pequenos apontamentos figurativos de caráter sintético ou com significado em aberto, preferindo-se « (...) a evidência alegórica da ornamentação vegetalista, cingida as capitéis.». Desconhece-se a origem exata destes capitéis, que terão sido colocados em Celas em 1553 por oferta de D. João III à abadessa D. Maria de Távora (opiniões contrárias como a de Pedro Dias atribuem os capitéis ao primitivo claustro de Celas e posterior reaproveitamento no século XVI. Trata-se de peças sobrantes de um edifício do reinado de D. Dinis, localizado onde hoje se ergue o Colégio de S. Paulo.
O tratamento iconológico revela conhecimento das imagens iluminadas então em circulação e influências da tumulária coimbrã. São várias as representações da vida de Cristo, a par de temas hagiográficos – tais como a degolação de S. João Baptista –, e temas profanos e fantásticos. As figuras, em relevo, possuem «(...)um pronunciado hieratismo, com as pregas dos trajes representadas algo esquematicamente, e conjugando ao temas por agrupamentos: Anunciação e Visitação; Flagelação e Crucificação, Aparição a Madalena e Cristo no Limbo; Cristo a Caminho do Calvário, Descimento da Cruz e Tumulação.»

## Galeria de imagens

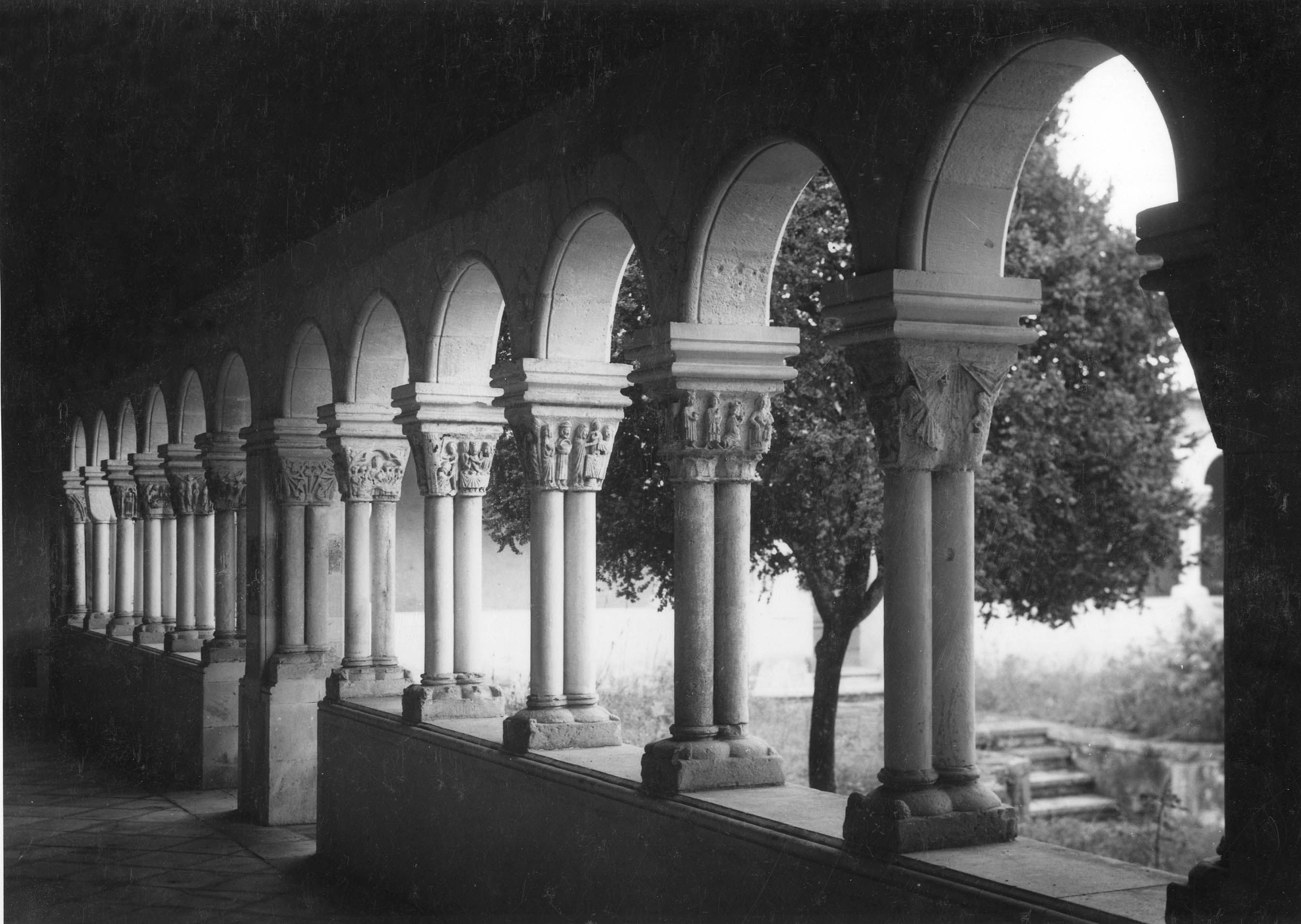
Claustro
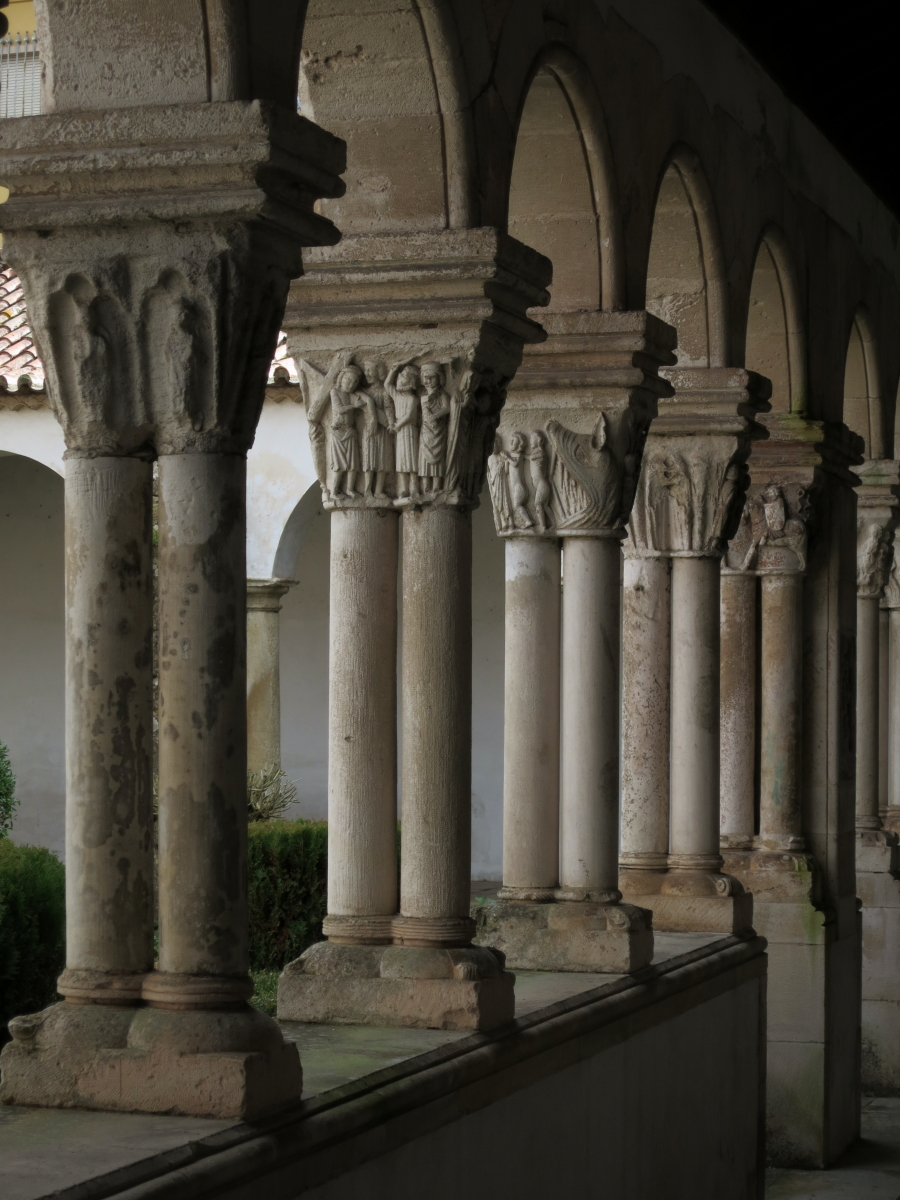
Claustro
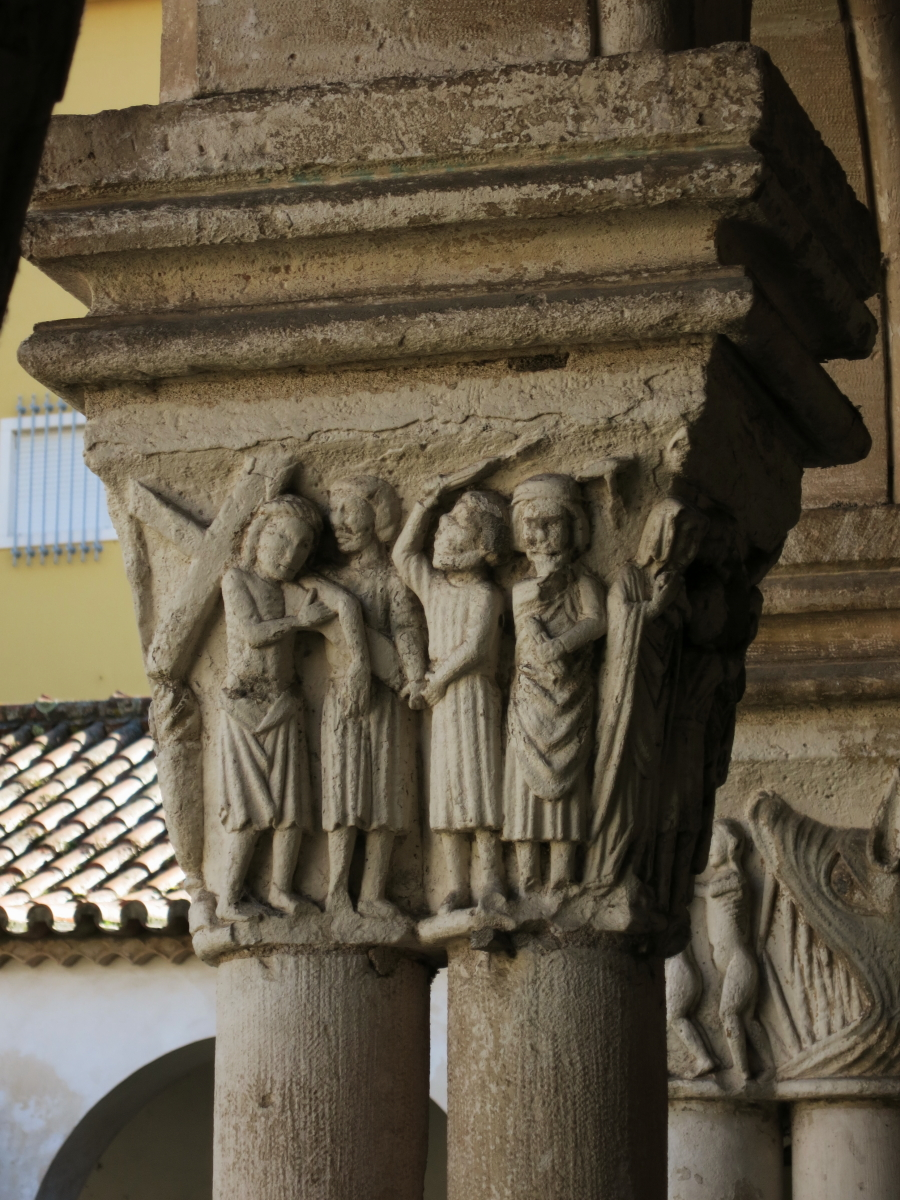
Capitel gótico com o Senhor dos Passos
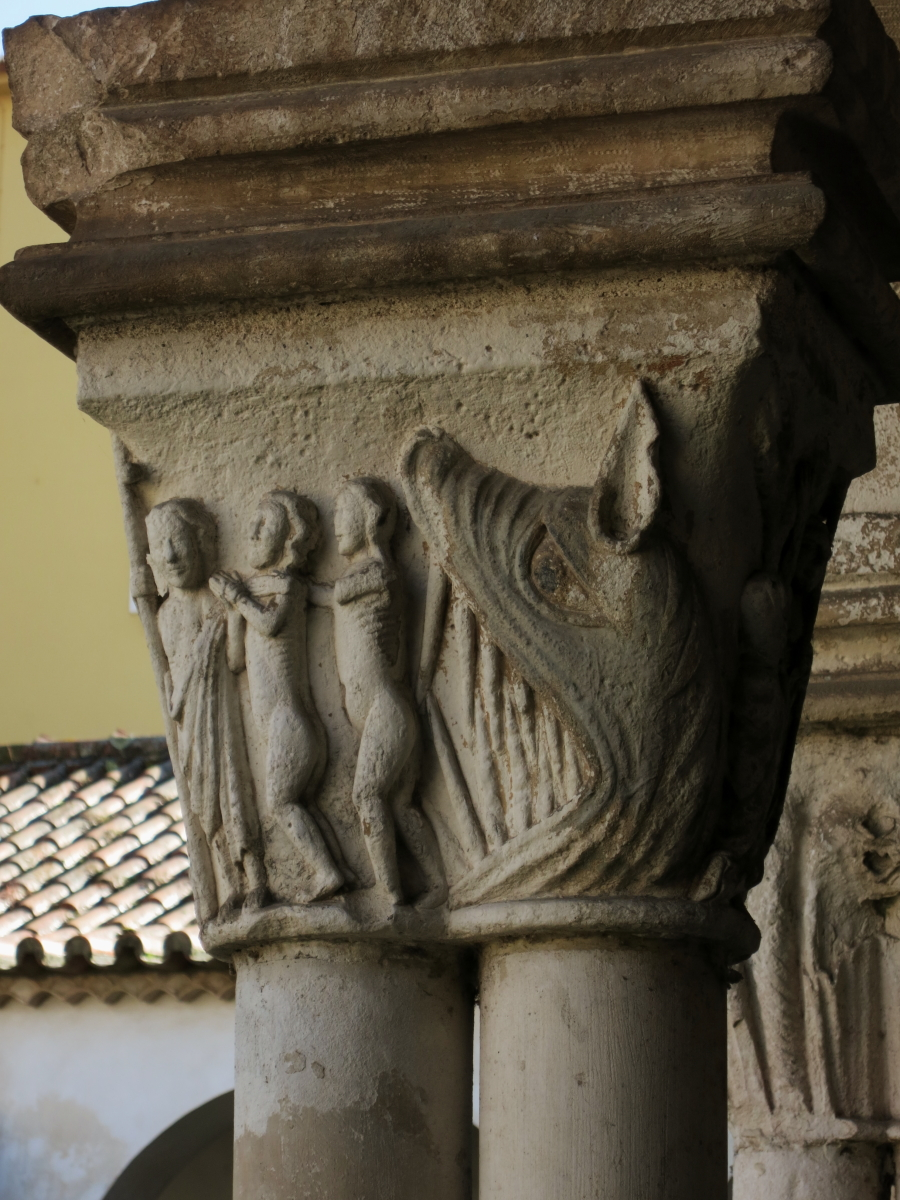
Capitel gótico com Cristo no Limbo
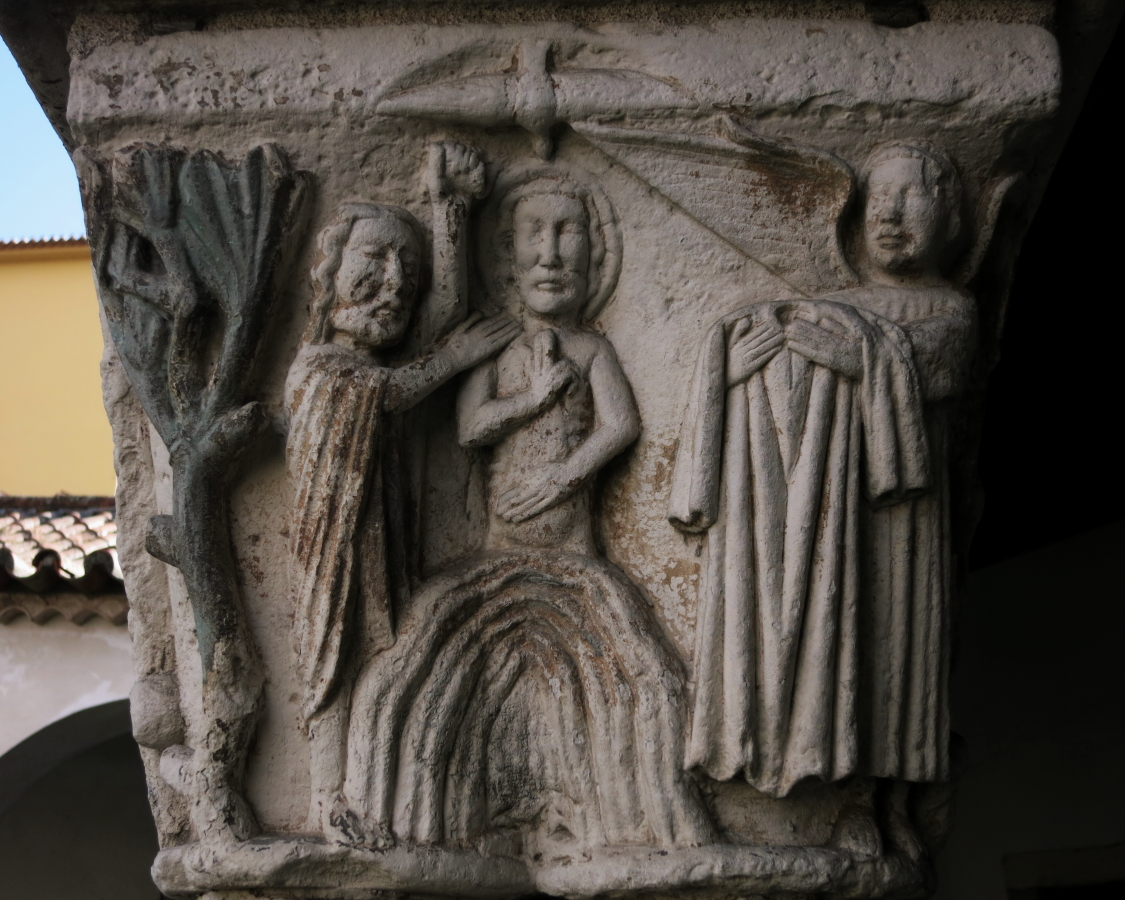
Capitel gótico com o Batismo de Jesus
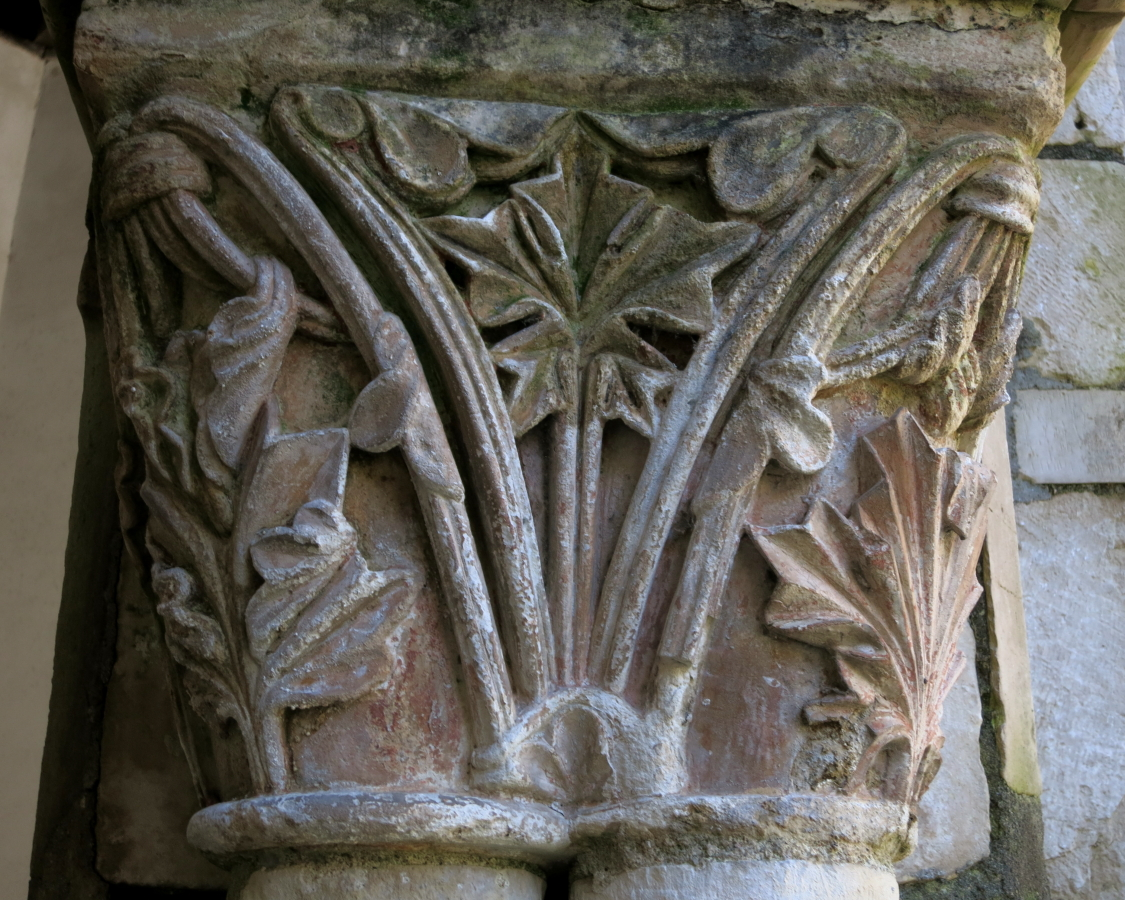
Capitel gótico com motivos fitomórficos